# 슈가 글래스 보틀
《슈가 글래스 보틀》(영어: Sugar Glass Bottle)은 2022년 공개한 일본의 드라마 SF 영화이다. 

## 출연
- 아사카 겐테쓰 : 미츠이 역
- 기무라 번 : 코우 역
- 고가 유타 : 유타 역
- 나카무라 시윤 : 데코 찬 역
- 와타나베 마키코 : 후쿠코 역